# Jun Suzuki (ur. 1961)
Jun Suzuki (jap. 鈴木 淳 Suzuki Jun; ur. 17 sierpnia 1961) – japoński piłkarz.

## Kariera klubowa
Od 1984 do 1996 roku występował w klubach Fujita Industries, Matsushima SC i Brummell Sendai.

## Kariera reprezentacyjna
W 1979 roku Jun Suzuki zagrał na Mistrzostwach Świata U-20.

## Kariera trenerska
Po zakończeniu piłkarskiej kariery pracował jako trener w Matsushima SC, Montedio Yamagata, Albirex Niigata, Omiya Ardija i JEF United Chiba.